# ダグラス・デバナンダ
ダグラス・デバナンダ（タミル語: டக்ளஸ் தேவானந்தா, 英語: Douglas Devananda, 1957年11月10日 - ）はスリランカのタミル人政治家。イーラム人民民主党（EPDP）党首で、ジャフナ選挙区選出の現職国会議員。2019年11月22日に漁業・水産資源大臣に就任した。また過去には伝統産業・小企業開発大臣や社会福祉大臣を歴任している。
かつてはスリランカ・タミル系武装組織に所属しており、タミル・イーラム建国のために政府軍と戦っていたが、後に政治家に転身した。日本語での表記にはデバナンダの他にデヴァナンダやデワナンダがある。
反政府組織タミル・イーラム解放のトラ（LTTE）に対して強い反対の立場に立ち、非難を続けていたため10回以上暗殺未遂にあっている。インド政府からは指名手配されており、殺人、殺人未遂、暴動、違法な集会、誘拐などの罪に問われている。

## 生い立ち
1957年11月10日生まれ。父親は石油企業で働いており、母親はジャフナ・セントラル・カレッジの教員であった。3人の兄弟と1人の姉妹がいる。また、彼が6歳の時に母親を失っている。
彼は1974年にコロンボへ引っ越したが、それ以前はジャフナ・セントラル・カレッジで学んでいた。コロンボへ引っ越してからは父方のおじの家に住み、コロンボ・ヒンドゥ・カレッジで学んだ。
スリランカ共産党の党員だった父と、労働組合員だったおじの影響を受け、彼自身もタミル解放運動へ関わるようになった。そして彼はイーラム解放機構（ELO）に参加し、後にイーラム革命学生機構（EROS）の創設メンバーとなった。そしてこれ以降、ダグラスという偽名を使うようになった。

## 民兵時代
1978年、EROSはデバナンダをパレスチナ解放機構の政党ファタハの下で軍事訓練を受けさせるため、レバノンへと派遣した。1980年、EROSは2つに分裂しイーラム人民革命解放戦線（EPRLF）が構成された。デバナンダもEPRLFヘ参加した。
1980年、デバナンダはテロ防止法によって2回逮捕され、収監された。その後さらに銀行強盗によってもう1度収監された。そのため1983年7月に反タミル人暴動が発生した際、彼は刑務所の中にいた。1983年7月25日と27日の2日間、53名のタミル系囚人がシンハラ系囚人によって殺害される事件が発生した。これを受け、デバナンダと生き残った27名のタミル系囚人がバッティカロア刑務所へと移送された。同年9月27日、デバナンダを含む41名の政治犯たちは刑務所を脱獄し、デバナンダはインドのタミル・ナードゥ州へと逃れた。
デバナンダはインド当局から訓練を受け、EPRLFの軍事部門人民解放軍（PLA）の司令官となった。そしてパレスチナ解放人民戦線から軍事訓練を受けた。ジャフナへと戻ったデバナンダは、EPRLFのスリランカ全体における軍事行動の責任者となった。

### アメリカ人誘拐事件
1984年5月10日の夜、デバナンダの命令を受けたPLAはアメリカ合衆国オハイオ州の新婚夫婦スタンレー・ブライソン・アレン、メアリー・アレン夫妻を旅行先のジャフナで誘拐した。EPRLFとPLAは夫妻がCIAのスパイではないかと考え、身代金5千万ルピーと20人の捕虜の解放を求めた。その後インド政府の圧力を受け、アレン夫妻は5月12日に解放された。
1985年5月5日、デバナンダ率いるPLAはスリランカ海軍の基地を襲撃した。しかし作戦は失敗し、デバナンダの従兄弟であるショーバやPLAの副司令官シンナバンが戦死した。
1986年初め、EPRLFの指導者であるデバナンダとパトゥマナバの間に意見の相違が生まれた。そしてEPRLFがランジャン派とダグラス派の2つに分裂した。その年の後半、デバナンダはパトゥマナバと会うためにインドのマドラス（現チェンナイ）へと向かった。
1986年11月1日、マドラスにあったEPRLFの事務所が地元民に襲撃された。現場に居合わせたデバナンダは反撃し、インド人弁護士1名を殺害、他4名を負傷させた。この事件でデバナンダと他9名が逮捕された。またAK-472挺とその他の武器が押収された。デバナンダは保釈金を払って釈放された。
デバナンダがインドにいた1986年後半、タミル・タイガーがEPRLFを襲撃し、大きな被害が出た。EPRLF幹部の多くが殺害または誘拐され、拠点と武器はタイガーに占領された。また、EPRLFの武器をデバナンダが隠したこと、さらにその支持者の一部がタイガーの襲撃を受けた際に逃走したことでも非難された。

### EPDP
1987年、EPRLFのダグラス派が同党を離脱し、新しくイーラム国民民主解放戦線（ENDLF）を創設した。同党には、タミル・イーラム人民解放機構（PLOTE）から離脱したラジャン派も参加した。しかし、ラジャンがインド人と協力を始めた結果、それに強く反対するデバナンダと対立し、ENDLFは解散した。その後マドラスに移住したデバナンダはイーラム人民民主党（EPDP）を結成した。
同年後半、タミル・タイガーはデバナンダの兄弟であるプレマナンダを殺害した。

### 誘拐・恐喝
EPEPは資金不足に苦しんでおり、デバナンダは資金調達のためマドラスに住むスリランカ・タミルを誘拐し、金をゆすりとった。1989年には10歳の少年を誘拐した容疑でデバナンダ以下25名がインド警察によって逮捕され、収監された。彼は保釈金を払い、再び釈放された。1990年には暴動を煽動したこととヴァラヴァンと呼ばれる人を脅した容疑でマドラスの警察が捜査を始めた。同年、デバナンダはスリランカへと帰った。

## 政府との協力
1990年、デバナンダはコロンボに到着した。スリランカの情報組織の取り計らいで、デバナンダとスリランカ国防副大臣との会談が用意された。デバナンダはEPDPをスリランカ政府の監督下に入れる代わりにタミル・タイガーから守ってもらうように要請し、政府はこれを受け入れた。そして、EPDPは準軍事組織に変更となった。これにより、デバナンダはタミル人を裏切り、敵と通じたとして非難を受けた。
スリランカとインド中のEPDP幹部がコロンボに集結し、政府はEPDPに対して財政支援を与えた。政府の支援を受けたEPDPはタイガーの撤退後にジャフナ半島を管理した。EPDPは半島にある島々を利用してスリランカとインドの間の交易を行なった。これには税金が課せられ、コロンボに住むタミル人は金をゆすり取られた。
1993年1月1日、コロンボのコタヘーナにあるプレミル・スポーツ・クラブからセルヴァクマルという男性が拉致された。彼はEPDPの元支援者であったがデバナンダの運転する車に乗せられて彼の家まで連れ去られた。彼はデバナンダの家にある牢獄に他の人々と一緒に拘禁された。セルヴァクマルは拷問され、EPDPは彼の家族から金をゆすり取ろうとした。
EPDPは武力闘争を放棄してスリランカの民主的手続きに参加したと主張した。しかし、軍事部門の活動は正確には記録されていない。

## 政治家への転身
1994年、デバナンダ率いるEPDPは初めて国会選挙に参戦した。ジャフナ選挙区から立候補したEPDPであったが、当時多くの地域はタミル・タイガーの占領下にあり、それらの地域では投票がなされなかった。そのため、EPDPはたった10,744票（うち9,944票はEPDP支配地域の票）で9議席を獲得した。デバナンダもわずか2,091票で当選し、全国区でも当選した。
EPDPは大統領チャンドリカ・クマーラトゥンガと協力し、彼女が率いる人民連合（PA）に参加した。2000年10月、デバナンダは開発・北部復興・東部北部タミル問題大臣に就任した。その後2001年12月の政権交代によって一度は大臣の座を追われたが、2004年にPAの後継連合統一人民自由同盟（UPFA）が勝利すると2005年11月から社会サービス・社会福祉大臣に就任した。さらに2010年からは伝統産業・小企業開発大臣を務めた。

## タミル・タイガーからの暗殺計画
EPDPはタミル・タイガーを批判していたため、デバナンダは常に暗殺の標的となってきた。過去、10回以上の暗殺未遂事件に遭っている。
- 1995年10月9日：コロンボのデバナンダ邸がタイガーに襲撃
- 1998年6月30日：カルタラ刑務所を訪問中にタイガー派の囚人から襲撃
- 2004年7月7日：デバナンダが務める省庁舎へ自爆攻撃未遂
- 2005年10月6日：デバナンダが関係する新聞社で爆弾テロ[5]
- 2007年11月28日：デバナンダが大臣を務める福祉省に自爆テロ[4]